# Ross Whyte
Ross Whyte (York, 31 agosto 1998) è un giocatore di curling britannico con cittadinanza scozzese, vicecampione olimpico a Pechino 2022 nel torneo maschile.

## Biografia
Sì è messo in mostra a livello junior ai Giochi olimpici giovanili di Lillehammer 2016, vincendo l'argento per la Squadra mista nel doppio misto con la cinese Han Yu. Nel torneo misto è classificato al 5º posto con la Gran Bretagna. 
Ai mondiali junior ha vinto l'argento ad Aberdeen 2018 eil bronzo a Liverpool 2019.
Ha vinto il suo primo titolo continentale vincendo il torneo maschile agli europei di Tallinn 2018.
All'Universiade di Krasnojarsk ha guadagnato il bronzo nel torneo maschile.
Ai mondiali di Calgary 2021 ha vinto la medaglia d'argento nel torneo maschile per la Scozia. Lo stesso hanno ha vinto anche gli Europei di Lillehammer 2021.
Ha rappresentato la Gran Bretagna ai Giochi olimpici invernali di Pechino 2022, dove ha raggiunto la finale del torneo maschile, vincendo la medaglia d'argento, insieme ai compagni di squadra Bruce Mouat, Bobby Lammie, Grant Hardie e Hammy McMillan Jr..

## Palmarès

### Per la Gran Bretagna
- Giochi olimpici

Pechino 2022: argento nel torneo maschile;

### Per la Scozia
- Mondiali

Calgary 2021: argento nel torneo maschile;
- Europei

Tallinn 2018: oro nel torneo maschile;
Lillehammer 2021: oro nel torneo maschile;
- Mondiali junior

Aberdeen 2018: argento nel torneo maschile;
Liverpool 2019: bronzo nel torneo maschile;

### Per laSquadra mista
- Giochi olimpici giovanili

Lillehammer 2016: argento nel doppio misto;